# Brodicí kalhoty

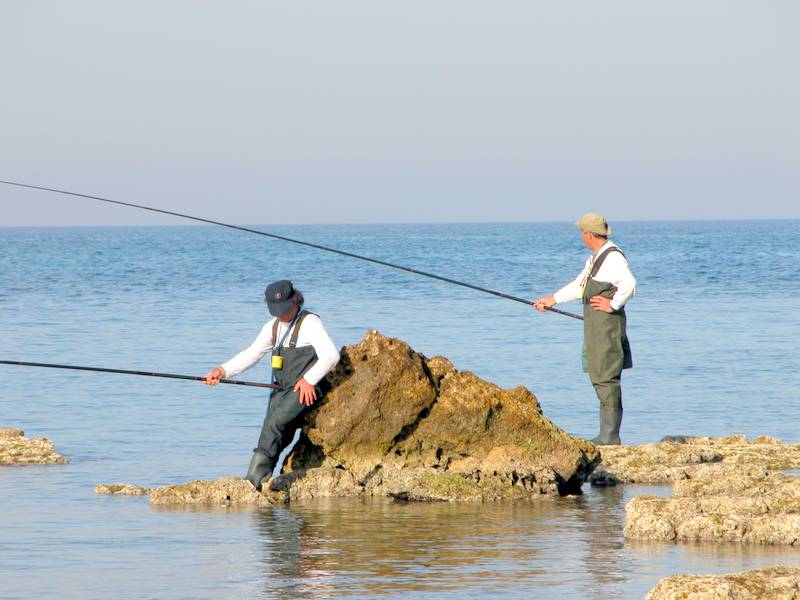
Dva izraelští rybáři v brodicích kalhotách

Brodicí kalhoty jsou kalhoty, které udržují a chrání tělo rybáře před vodou. Používají je jak profesionální, tak sportovní rybáři (nejčastěji při muškaření, nebo přívlači).
Jsou vyráběny z textilních nebo gumových materiálů, případně z jejich kombinací. Výrobní postupy pro výrobu brodicích kalhot jsou šití, lepení a svařování. Některé brodicí kalhoty mají jako svoji pevnou součást brodicí boty, jiné jsou ukončeny ponožkou, takže nohy rybáře jsou vždy suché. Rozlišují se tři základní druhy brodicích kalhot dle jejich délky vzhledem k postavě rybáře:
- Prsačky – dosahují do výšky pod ramena, mají kšandy.
- Do pasu – končí v pase rybáře, upevňují se páskem.
- Vysoké brodicí holínky – tzv. prdelačky, délka pod hýždě. Nohavice jsou jednotlivě, přichycují se poutky k opasku.

## Druhy brodicích kalhot dle prodyšnosti
Prodyšné brodicí kalhoty umožňují transport potu díky dobré cirkulaci vzduchu, jedná se o moderní typ. Nejvyšší prodyšnost nabízí materiál Gore-Tex.
Neprodyšné brodicí kalhoty jsou levnější alternativou, vyrábějí se z gumy, pogumované textilie nebo neoprenu. Neopren má dobré izolační vlastnosti, ale zadržuje pot. Tělo rybáře tak zůstává mokré a ztrácí teplotní komfort – příjemnou tělesnou teplotu.